# Große Elbstraße

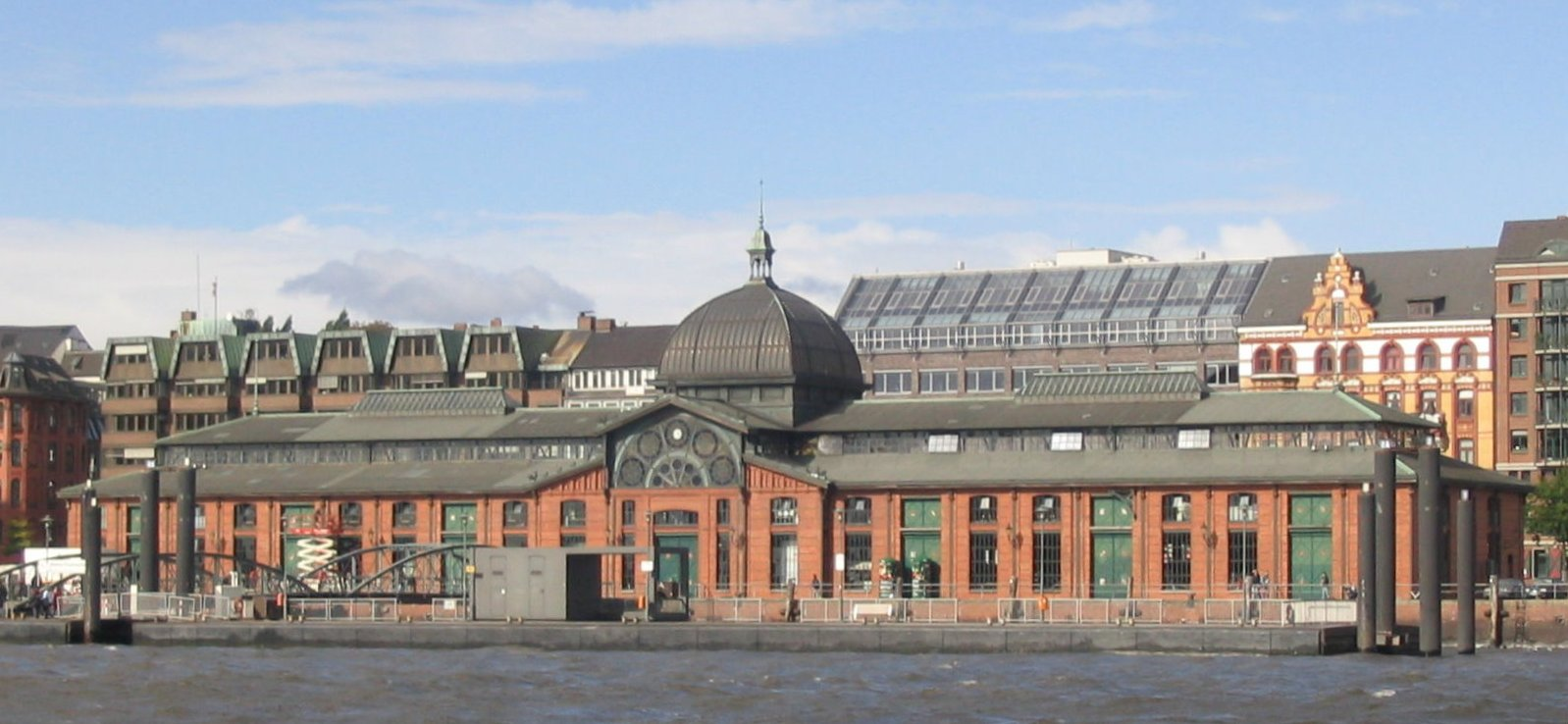
Fischauktionshalle Altona

Die Große Elbstraße ist eine Straße im Bezirk Altona der Freien und Hansestadt Hamburg. Sie verläuft auf einer Länge von etwa 1,7 Kilometern parallel zur Elbe von der Straße „St. Pauli Fischmarkt“ aus in Richtung Neumühlen. In der Nähe ihres westlichen Endes unterhalb des Heine-Parks liegen das Augustinum und der Museumshafen Oevelgönne. Die zu Beginn des 19. Jahrhunderts angelegte Straße weist zahlreiche Kulturdenkmäler auf. An ihrem östlichen Ende findet sonntagmorgens der traditionelle Hamburger Fischmarkt statt.

## Vom Gewerbegebiet zur Elbmeile

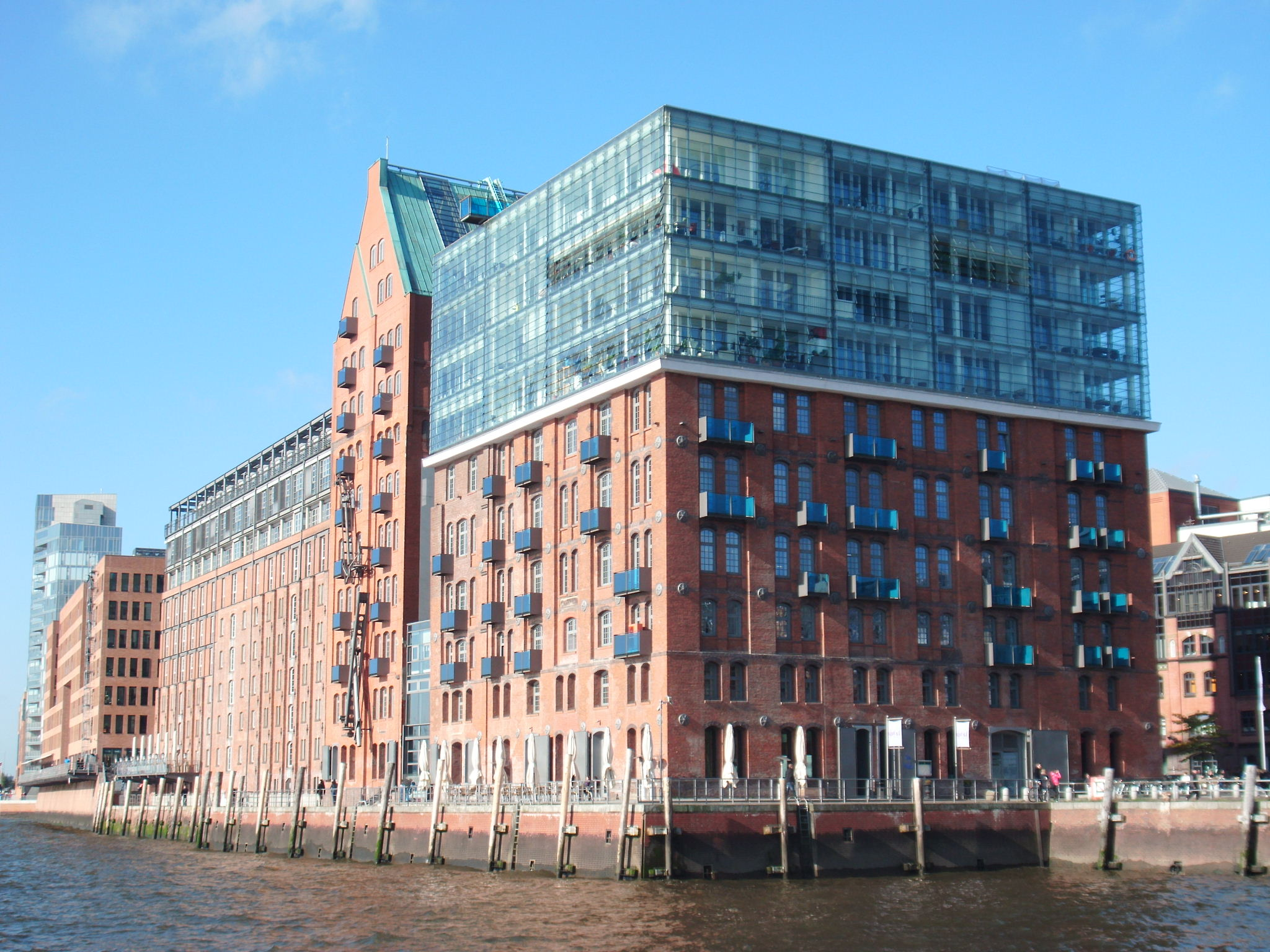
„Ehemalige Hafengroßmühle H. W. Lange, 1841 als eine der ersten Dampfmühlen in Norddeutschland gegründet, massive Backsteinbauten von 1880, später erweitert und aufgestockt.“

Ursprünglich war die Große Elbstraße ein Gewerbegebiet, das von der Fischwirtschaft genutzt wurde. Im 21. Jahrhundert ist diese weiterhin in der Straße ansässig, doch wurde und wird sie ergänzt durch andere Branchen.

### Fischwirtschaft
Ab den 1880er Jahren entwickelte sich Altona zu einem Hauptanlandeplatz der deutschen Fischereiflotte. Dies bedingte einen Ausbau der Hafenanlagen und 1895/96 die Errichtung der Fischauktionshalle am neu gebauten Fischereihafen an der Großen Elbstraße. Im 21. Jahrhundert bildet die Fischwirtschaft im westlichen Abschnitt der Straße ein eigenständiges Quartier. Geprägt wird der Ottensen zugewandte Teil der Großen Elbstraße durch die Gebäude der Fischmarkt Hamburg-Altona GmbH. An der Straße stehen noch Überreste der Altonaer Speicherstadt und von hafenbezogenen Industriebetrieben. Ein Beispiel für letztere ist das Gebäude der ehemaligen Hafengroßmühle H. W. Lange. Die erhalten gebliebene, Ende des 19. Jahrhunderts eingeweihte, Köhlbrandtreppe stellte eine Verbindung zwischen den Wohngebieten der Altonaer Altstadt und dem Hafen her. Beheimatet ist in der Straße die Seemannsmission Hamburg-Altona.

### Elbmeile

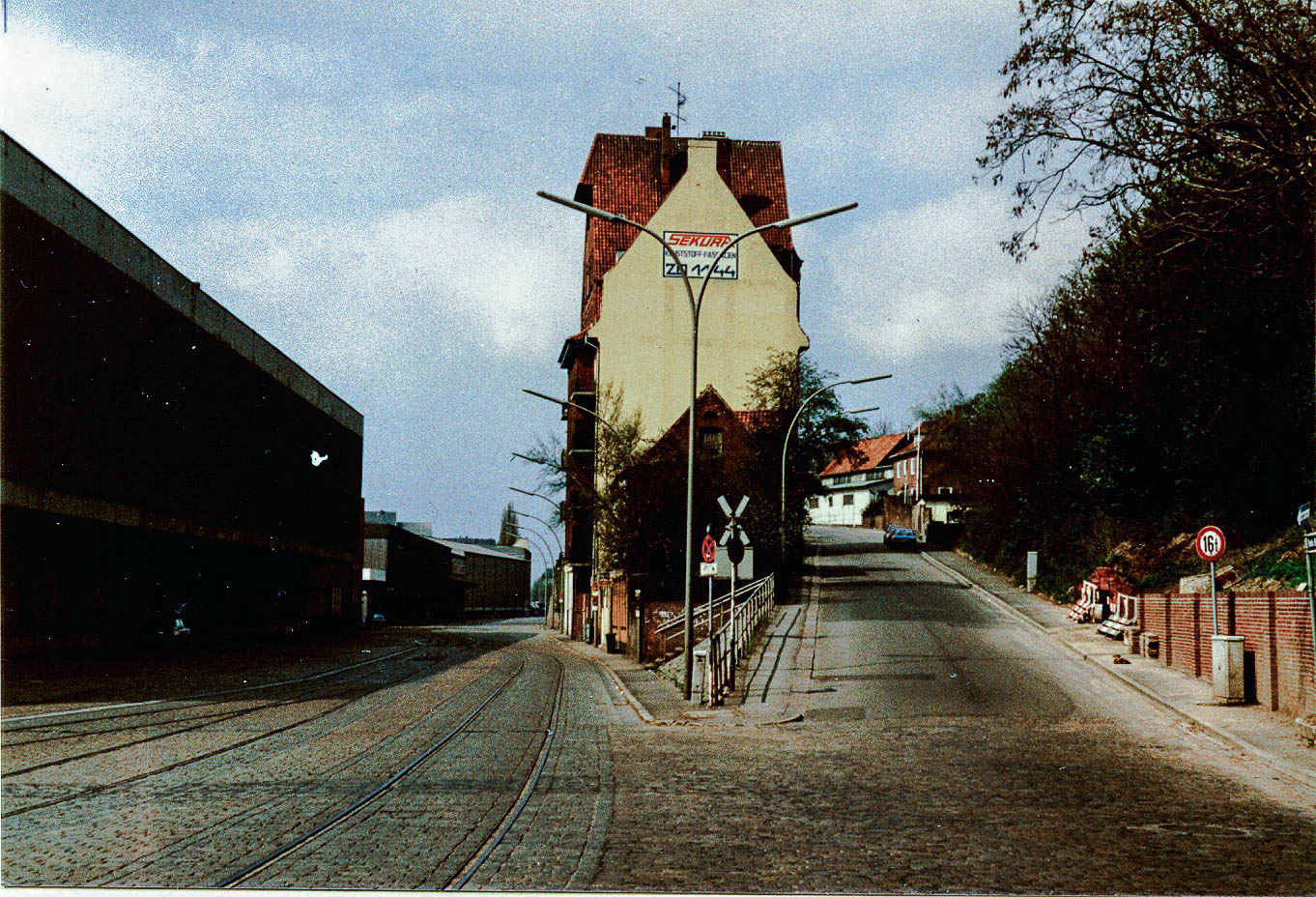
Große Elbstraße mit Abzweigung Elbberg (1982)

Die Große Elbstraße ist Teil der Elbmeile, deren Gründung auf die Interessengemeinschaft „elbmeile“ zurückgeht, die im Jahr 2007 in den Verein elbmeile Hamburg e. V. umgewandelt wurde. Zwischen Fischmarkt und Neumühlen findet sich eine Vielfalt an Unternehmen und gastronomischen Angeboten. Der Bereich Möbeldesign ist beispielsweise vertreten durch Stilwerk. Auch das von Rüdiger Kowalke bis zu seinem Tod Anfang 2019 geführte Fischereihafen-Restaurant ist dort ansässig. Südlich der Straße befinden sich das Hamburg Cruise Center Altona und das Dockland. Als Ort für unterschiedliche Veranstaltungen dient der an der Straße ansässige Altonaer Kaispeicher. Auch der Kristall Tower steht an der Großen Elbstraße.